# Néppárt – Demokratikus Szlovákiáért Mozgalom
A Néppárt – Demokratikus Szlovákiáért Mozgalom (szlovákul Ľudová strana – Hnutie za demokratické Slovensko, röviden ĽS–HZDS, korábban a felvidéki magyar sajtóban használt rövidítése DSZM) jobboldali politikai párt Szlovákiában. A párt 1991-ben alakult HZDS néven, 2000-től ĽS–HZDS a hivatalos megnevezése. Egyik alapítója és eddigi egyetlen elnöke Vladimír Mečiar.

## A párt története
A HZDS először az 1992-es parlamenti választáson mérettette meg magát, akkor a szavazatok 37,26%-val megnyerte a választást (ez 74 parlamenti mandátumot jelentett a 150 tagú szlovák törvénzhozásban) és az akkori Csehszlovákia szlovák tagköztársaságában kormányt is alakított a Szlovák Nemzeti Párttal. A pártelnök autoriter viselkedése és más tényezők miatti belső ellentétek következtében több képviselő és miniszter is távozott a mozgalomból (többek között a 89-es forradalom egyik vezérszónoka és a párt egyik alapító tagja, Milan Kňažko és a későbbi miniszterelnök Jozef Moravčík is), minek következtében a kormánykoalíció elvesztette többségét a parlamentben. 1994-ben a második Mečiar-kormányt Jozef Moravčík koalíciós kormánya váltotta fel, mely 1994 őszére előrehozott választást ígért.
Az 1994 szeptemberében tartott parlamenti választást újra a HZDS nyerte meg, ezúttal a szavazatok 34,96%-val. A mozgalom ezúttal az SNS mellett a Szlovákiai Munkáspárttal (szlovákul Združenie robotníkov Slovenska, ZRS) alakított kormánykoalíciót.
Az 1998-as választást újra a HZDS nyerte meg 27%-kal(ez 43 mandátumot jelentett) ám kormányt már nem tudott alakítani, így négy év után újra ellenzékbe szorult.
A Vladimír Mečiar fémjelezte párt (2000 márciusában került bele a Néppárt elnevezés a szervezet nevébe) a következő, 2002-es választást is megnyerte 19,5%-os eredménnyel, ám kormányt újból Mikuláš Dzurinda tudott alakítani. Hónapokkal a választás előtt belső ellentétek miatt távozott a pártból a HZDS második legnépszerűbb politikusa, a korábbi házelnök Ivan Gašparovič, aki Demokráciáért Mozgalom (szlovákul Hnutie za demokraciu, HZD) néven új pártot is alakított. Ez a pártszakadás és az újabb kényszerű ellenzéki szerepvállalás további turbulenciákat okozott a pártban, és a 2002 és 2006 közötti kormányzati időszakban több ismert személyiség is távozott a párt soraiból. A Mikuláš Dzurinda vezette kormány népszerűségének zuhanásából a HZDS nem tudott profitálni, ellentétben a Robert Fico vezette Smerrel és Ján Slota Szlovák Nemzeti Pártjával (SNS).
A 2006-os választáson a HZDS a négy évvel korábbinál rosszabb eredményt ért el: a leadott voksok 8,79%-ot megszerezve a Magyar Koalíció Pártja mögött az ötödik helyre szorult, 15 képviselővel.
Bár a győztes Smer baloldali párt lett, Mečiar és Fico, illetve Mečiar és Slota viszonya nem volt felhőtlen. Fico 2006. július 4-én mégis a HZDS-szel és az SNS-szel alakított kormányt. A két kisebb koalíciós partner a 16 kormányposztból összesen csak ötöt kapott. A ciklust kitöltötték, bár Mečiar nem kapott szerepet a kormányban.
A HZDS két miniszteri poszthoz jutott az első Fico-kormányban:
- igazságügyi miniszter (Viera Petríková)
- földművelésügyi miniszter (Stanislav Becík)

A 2010-es szlovákiai parlamenti választáson a párt 4,32%-ot ért el, így 20 év parlamenti jelenlét után kiesett a törvényhozásból.

## Választási eredményei 1990 óta
| Választás | Szavazatok száma | Szavazatok aránya | Mandátumok száma | Mandátumok aránya | Parlamenti szerepe |
| --------- | ---------------- | ----------------- | ---------------- | ----------------- | ------------------ |
| 1992-es   | 1 148 625        | 37,26%            | 74               | 49,33%            | kormánypárt        |
| 1994-es   | 1 005 488        | 34,97%            | 61               | 40,67%            | kormánypárt        |
| 1998-as   | 907 103          | 27,00%            | 43               | 28,67%            | ellenzék           |
| 2002-es   | 560 691          | 19,50%            | 36               | 24%               | ellenzék           |
| 2006-os   | 202 540          | 8,79%             | 15               | 10%               | kormánypárt        |
| 2010-es   | 109 480          | 4,32%             | 0                | 0%                | nem jutott be      |
| 2012-es   | 23 772           | 0,93%             | 0                | 0%                | nem jutott be      |